# Camponotus capperi
Camponotus capperi é uma espécie de inseto do gênero Camponotus, pertencente à família Formicidae.

## Subespécies
- C. c. capperi
- C. c. corticalis
- C. c. formosulus
- C. c. subdepilis
- C. c. unctulus